# Danko-Tanzou
Danko-Tanzou est une localité située dans le département de Diébougou de la province du Bougouriba dans la région Sud-Ouest au Burkina Faso. En 2006, cette localité comptait 228 habitants dont 46,5 % de femmes.

## Santé et éducation
Le centre de soins le plus proche de Danko-Tanzou est le centre de santé et de promotion sociale (CSPS) de Bapla tandis que le centre médical avec antenne chirurgicale (CMA) de la province se trouve à Diébougou.
Le village possède une école primaire publique.